# 星野益八郎
星野 益八郎（ほしの ますはちろう）は、日本の実業家、経営者。愛知県稲沢市の食品メーカー株式会社オリエンタル(オリエンタルカレー)の三代目であり、株式会社タイムの社長である。

## オリエンタルカレーについて
株式会社オリエンタルは星野益一郎が1945年（昭和20年）に創業した老舗の食品メーカーで、「即席カレー」メーカーの元祖。S&B、ハウス、グリコなど、大手のカレールーは「固形のカレールー」が一般的なのに対し、オリエンタルカレーは「粉末のカレールー」にこだわり続けている。

## 実業家として
2005年、世界的コレクター北原照久の膨大なコレクションをミュージアム以外で広く活用する目的で株式会社タイムを設立、現在に至る。